# ديفيد أندرادي
ديفيد أندرادي (بالإنجليزية: David Andrade)‏ هو كاتب أسترالي، ولد في 1859 في Collingwood, Victoria ‏ في أستراليا، وتوفي في 1928 في Wendouree ‏ في أستراليا.